# طب آلوپاتی
آلوپاتی، آلوپاتیک یا درمان به ضد یا علاج بضد (به انگلیسی: Allopathic medicine) یک اصطلاح قدیمی است که برای تعریف پزشکی مدرن مبتنی بر شواهد استفاده می‌شود. و گاهی نقطه مقابل درمان به روش هومئوپاتی در نظر گرفته می‌شود. تفاوت‌های منطقه ای در استفاده از این اصطلاح وجود دارد. در ایالات متحده، این اصطلاح برای تضاد با پزشکی استئوپاتیک، به ویژه در زمینه آموزش پزشکی استفاده می‌شود. در هند، این اصطلاح برای تمایز طب مدرن از آیورودا، هومئوپاتی و سایر طب‌های جایگزین سنتی مشابه، به ویژه هنگام مقایسه درمان‌ها و داروها استفاده می‌شود.

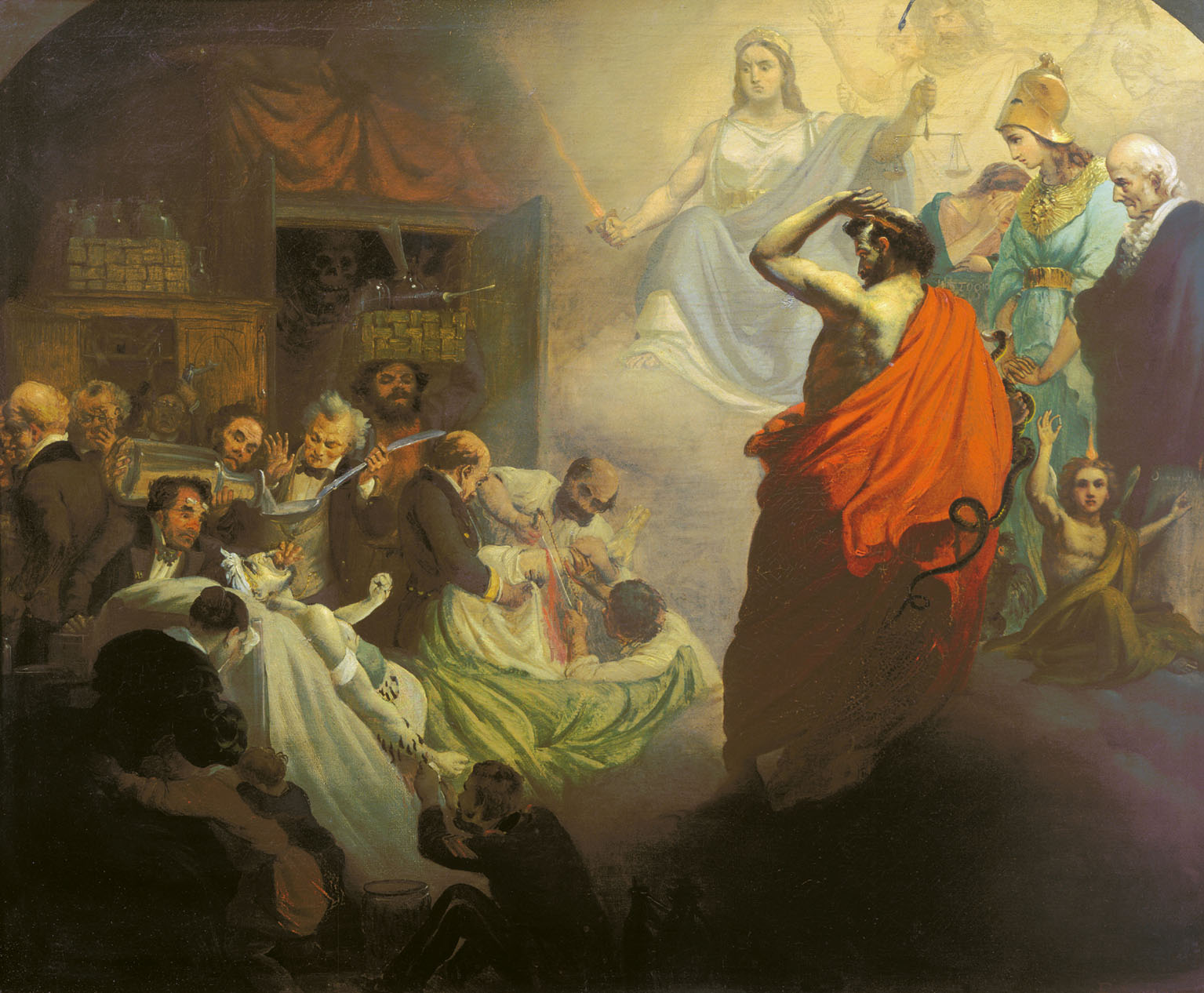
تابلویی با عنوان "هومیوپاتی به وحشت آلوپاتی نگاه می‌کند"، اثر الکساندر بایدمن (Alexander Beideman) سال ۱۸۵۷

این اصطلاحات در سال ۱۸۱۰ توسط مخترع هومیوپاتی، ساموئل هانمن ابداع شد. در ابتدا توسط طبیبان هومیوپاتی قرن نوزدهم به عنوان یک اصطلاح تحقیرآمیز برای طب قهرمانانه (heroic medicine) رایج سنتی اروپایی آن زمان و پیش‌درآمدی برای طب مدرن، که بر شواهدی از اثربخشی متکی نبود، استفاده می‌شد. طب قهرمانانه بر این باور استوار بود که بیماری ناشی از عدم تعادل در میان چهار «مزاج» (خون، بلغم، صفرا زرد و صفرا سیاه) است و سعی می‌کرد به جای درمان علل زمینه‌ای آن‌ها با اصلاح این عدم تعادل، علائم بیماری را با روش‌های «خشن و نادرست» بر خلاف و ضد علائم آن بیماری‌ها درمان کند: بیماری در اثر بیش از حد بودن یک مزاج طبعی ایجاد می‌شود و بنابراین با ایجاد شرایط «برعکس» آن درمان می‌شود.
مطالعه ای که توسط سازمان بهداشت جهانی (WHO) در سال ۲۰۰۱ منتشر شد، «پزشکی آلوپاتیک» را به عنوان «مقوله وسیعی از اقدامات پزشکی که گاهی اوقات پزشکی غربی، زیست پزشکی، پزشکی مبتنی بر شواهد، یا پزشکی مدرن نامیده می‌شود» تعریف کرد. سازمان جهانی بهداشت در یک مطالعه جهانی از این اصطلاح برای تمایز طب غربی از طب سنتی و از طب جایگزین استفاده کرد و خاطرنشان کرد که در مناطق خاصی از جهان «وضعیت قانونی پزشکان برابر با طب آلوپاتیک است» که در آن جا پزشکان هم دارای گواهینامه پزشکی غربی و هم طب جایگزین هستند.
اصطلاح آلوپاتی همچنین برای توصیف هر چیزی که هومئوپاتی نبود به کار می‌رفت. کیمبال اتوود (Kimball Atwood)، محقق آمریکایی و منتقد طب جایگزین، اظهار می‌دارد که معنایی که از برچسب آلوپاتی در نظر گرفته شده‌است هرگز توسط طب رایج پذیرفته نشده‌است و هنوز هم توسط برخی توهین آمیز تلقی می‌شود. ویلیام تی جارویس (William T. Jarvis)، مدافع سلامت و شکاک آمریکایی، اظهار داشت که «اگرچه بسیاری از درمان‌های مدرن را می‌توان به گونه‌ای تفسیر کرد که با یک منطق آلوپاتیک مطابقت دارند (مثلاً استفاده از ملین برای تسکین یبوست)، اما پزشکی استاندارد هرگز به یک اصل آلوپاتیک وفادار نبوده‌است. برچسب "آلوپات" "از نظر طب معمولی بسیار تمسخر آمیز تلقی می‌شد." اکثر درمان‌های پزشکی مبتنی بر علم مدرن (برای مثال آنتی‌بیوتیک‌ها، واکسن‌ها و شیمی‌درمان‌ها) با تعریف هانمن از آلوپاتی مطابقت ندارند، زیرا به دنبال پیشگیری از بیماری یا کاهش بیماری با از بین بردن علت آن هستند.

## واژه‌شناسی
اصطلاحات «پزشکی آلوپاتیک» و «آلوپاتی» برگرفته از پیشوند یونانی {ἄλλος} «آلوس» به معنی «دیگر»، «متفاوت» و + پسوند {πάθος} «پثوس» به معنی «رنج» می‌باشد.